# Miki Ando
Miki Ando (japonês: 安藤 美姫, Hepburn: Andō Miki, Nagoya, Aichi, 18 de dezembro de 1987) é uma ex-patinadora artística japonesa. Ela foi campeã duas vezes do Campeonato Mundial (2007 e 2011), do Campeonato dos Quatro Continentes de Patinação Artística no Gelo de 2011, e por três vezes do Campeonato Japonês (2004, 2005 e 2010). Ela se retirou das competições em dezembro de 2013.

## Principais resultados
| Resultados | Resultados      | Resultados        | Resultados        | Resultados        | Resultados      | Resultados        | Resultados       | Resultados       | Resultados        | Resultados        | Resultados       | Resultados      | Resultados    | Resultados       | Resultados    |
| Internacional | Internacional   | Internacional     | Internacional     | Internacional     | Internacional   | Internacional     | Internacional    | Internacional    | Internacional     | Internacional     | Internacional    | Internacional   | Internacional | Internacional    | Internacional |
| Evento/Temporada | 1999– 2000      | 2000– 2001        | 2001– 2002        | 2002– 2003        | 2003– 2004      | 2004– 2005        | 2005– 2006       | 2006– 2007       | 2007– 2008        | 2008– 2009        | 2009– 2010       | 2010– 2011      | 2011– 2012    |                  | 2013– 2014    |
| --- | --------------- | ----------------- | ----------------- | ----------------- | --------------- | ----------------- | ---------------- | ---------------- | ----------------- | ----------------- | ---------------- | --------------- | ------------- | ---------------- | ------------- |
| Jogos Olímpicos |                 |                   |                   |                   |                 |                   | 15.ª             |                  |                   |                   | 5.ª              |                 |               |                  |               |
| Campeonato Mundial |                 |                   |                   |                   | 4.ª             | 6.ª               |                  | Medalha de ouro  | WD                | Medalha de bronze | 4.ª              | Medalha de ouro |               |                  |               |
| Campeonato dos Quatro Continentes |                 |                   |                   |                   |                 |                   |                  |                  | Medalha de bronze |                   |                  | Medalha de ouro |               |                  |               |
| GP Grand Prix Final |                 |                   |                   |                   |                 | 4.ª               | 4.ª              | 5.ª              |                   | 6.ª               | Medalha de prata | 5.ª             |               |                  |               |
| GP Cup of China |                 |                   |                   |                   |                 | 4.ª               |                  |                  |                   | Medalha de prata  |                  | Medalha de ouro |               |                  |               |
| GP Cup of Russia |                 |                   |                   |                   |                 |                   | Medalha de prata |                  |                   |                   | Medalha de ouro  | Medalha de ouro |               |                  |               |
| GP NHK Trophy |                 |                   |                   |                   |                 | Medalha de prata  | 4.ª              |                  | 4.ª               |                   | Medalha de ouro  |                 |               |                  |               |
| GP Skate America |                 |                   |                   |                   |                 | Medalha de bronze |                  | Medalha de ouro  | Medalha de prata  | Medalha de bronze |                  |                 |               |                  |               |
| GP Trophée Éric Bompard |                 |                   |                   |                   |                 |                   |                  | Medalha de prata |                   |                   |                  |                 |               |                  |               |
| Golden Spin of Zagreb |                 |                   |                   |                   |                 |                   |                  |                  |                   |                   |                  |                 |               | Medalha de prata |               |
| Ice Challenge |                 |                   |                   |                   |                 |                   |                  |                  |                   |                   |                  |                 |               | Medalha de prata |               |
| Nebelhorn Trophy |                 |                   |                   |                   |                 |                   |                  |                  |                   |                   |                  |                 |               | Medalha de prata |               |
| Internacional – Júnior |                 |                   |                   |                   |                 |                   |                  |                  |                   |                   |                  |                 |               |                  |               |
| Evento/Temporada | 1999– 2000      | 2000– 2001        | 2001– 2002        | 2002– 2003        | 2003– 2004      | 2004– 2005        | 2005– 2006       | 2006– 2007       | 2007– 2008        | 2008– 2009        | 2009– 2010       | 2010– 2011      | 2011– 2012    |                  | 2013– 2014    |
| Campeonato Mundial Júnior |                 |                   | Medalha de bronze | Medalha de prata  | Medalha de ouro |                   |                  |                  |                   |                   |                  |                 |               |                  |               |
| JGP Grand Prix Júnior Final |                 |                   | Medalha de ouro   | Medalha de bronze | Medalha de ouro |                   |                  |                  |                   |                   |                  |                 |               |                  |               |
| JGP JGP Canadá |                 |                   |                   | Medalha de ouro   |                 |                   |                  |                  |                   |                   |                  |                 |               |                  |               |
| JGP JGP China |                 |                   |                   | Medalha de ouro   |                 |                   |                  |                  |                   |                   |                  |                 |               |                  |               |
| JGP JGP Japão |                 |                   |                   |                   | Medalha de ouro |                   |                  |                  |                   |                   |                  |                 |               |                  |               |
| JGP JGP México |                 |                   |                   |                   | Medalha de ouro |                   |                  |                  |                   |                   |                  |                 |               |                  |               |
| JGP JGP República Tcheca |                 |                   | Medalha de ouro   |                   |                 |                   |                  |                  |                   |                   |                  |                 |               |                  |               |
| JGP JGP Suécia |                 |                   | Medalha de ouro   |                   |                 |                   |                  |                  |                   |                   |                  |                 |               |                  |               |
| Internacional – Noviço |                 |                   |                   |                   |                 |                   |                  |                  |                   |                   |                  |                 |               |                  |               |
| Mladost Trophy | Medalha de ouro | Medalha de ouro   |                   |                   |                 |                   |                  |                  |                   |                   |                  |                 |               |                  |               |
| Nacional |                 |                   |                   |                   |                 |                   |                  |                  |                   |                   |                  |                 |               |                  |               |
| Campeonato Japonês |                 |                   | Medalha de bronze | 5.ª               | Medalha de ouro | Medalha de ouro   | 6.ª              | Medalha de prata | Medalha de prata  | Medalha de bronze | 4.ª              | Medalha de ouro |               |                  | 7.ª           |
| Campeonato Japonês – Júnior | 7.ª             | Medalha de bronze | Medalha de ouro   | Medalha de ouro   | Medalha de ouro |                   |                  |                  |                   |                   |                  |                 |               |                  |               |
| Campeonato Japonês – Noviço | Medalha de ouro | Medalha de ouro   |                   |                   |                 |                   |                  |                  |                   |                   |                  |                 |               |                  |               |
| Equipes |                 |                   |                   |                   |                 |                   |                  |                  |                   |                   |                  |                 |               |                  |               |
| Troféu Mundial por Equipes |                 |                   |                   |                   |                 |                   |                  |                  |                   | 3T/5P             |                  |                 |               |                  |               |
| Japan Open |                 |                   |                   |                   |                 |                   |                  |                  |                   |                   |                  | 1T/2P           | 3T/6P         |                  |               |
| |                 |                   |                   |                   |                 |                   |                  |                  |                   |                   |                  |                 |               |                  |               |
| Legenda: GP = Grand Prix; JGP = Grand Prix Júnior; WD = Abandonou; T = Posição da equipe; P = Posição individual; Competição não foi disputada nesta temporada |                 |                   |                   |                   |                 |                   |                  |                  |                   |                   |                  |                 |               |                  |               |